# Himolla
Himolla ist einer der größten Polstermöbelhersteller Europas. Das Unternehmen ist der größte Arbeitgeber im Landkreis Erding.

## Geschichte
Carl Hierl (1911–2003) gründete 1948 mit seiner Frau Maria, seiner Mutter und seiner Schwester Franziska Keilhacker aus der Sattlerei seines Vaters die Polstermöbel-Firma Carl Hierl GmbH.

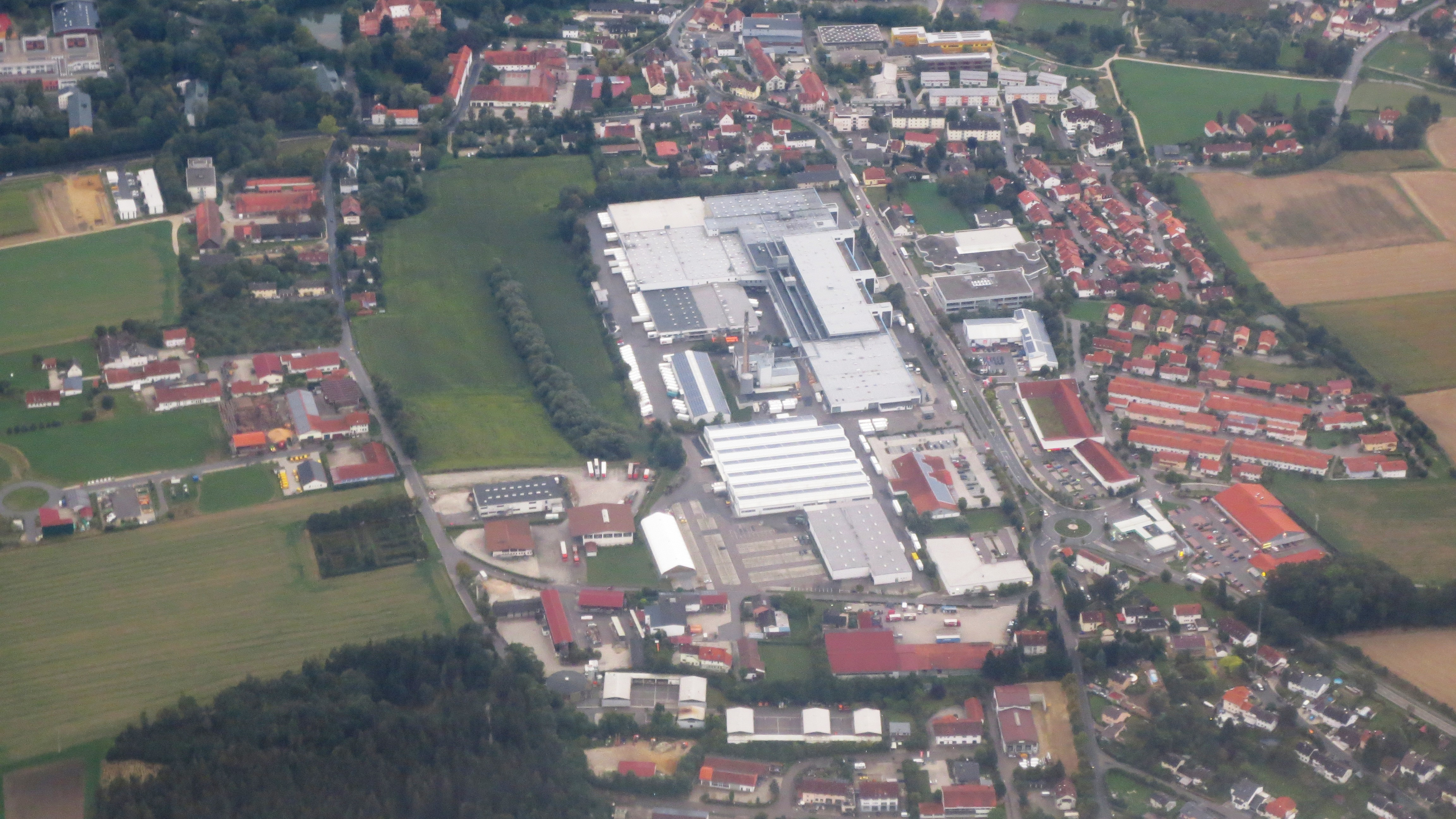
Himolla-Werk (Luftaufnahme von Norden)

Die industrielle Polstermöbelfertigung begann 1948. 1955 hatte das Unternehmen bereits 1000 Mitarbeiter. 1957 firmierte die Carl Hierl GmbH in Himolla um; der Name stand für „himmlisch, mollig, angenehm“. 1958 begann der Bau des Himolla-Werkes am heutigen Standort.
1966 kostete die Entwicklung des Himolla-Schalensessels den Eigentümer Hierl das Unternehmen, denn der Einstieg in die Massenproduktion fand auf der Basis einer Fehlkalkulation statt. Das Unternehmen stand mit 3000 Mitarbeitern bei einem Ausstoß von rund 4000 Sesseln pro Tag kurz vor der Insolvenz. 1966 wurde Carl Hierl von den Gläubigern gezwungen, einen Teil seiner Anteile zu verkaufen und jede Geschäftstätigkeit zu unterlassen.
Von 1972 bis 1994 entwickelt sich die Firma zu einem der größten Polstermöbelhersteller Europas. Seit 2000 gehört Himolla zur Welle-Holding in Paderborn. 2007 wurde Krauss & Weinbeer Polstermöbel in Lichtenfels (Oberfranken) übernommen.
Im Juli 2025 stieg der Investor Conzima Gruppe als Mehrheitsanteilseigner bei Himolla ein.

## Auszeichnungen
- 2023 German Design Award Winner 2023 in der Kategorie „Excellent Product Design Furniture “Für den Sessel S-Lounger 7362 7363[10]
- 2023 German Innovation Award Winner 2023 in der Kategorie „Excellence in Business to Consumer Interior & Living“ Für die Polstergarnitur NOVA 1378[11]
- 2022 German Brand Award GOLD 2022 in der Kategorie „Excellent Brands Interior and Living“[12]
- 2022 German Innovation Award Special 2022 Special Mention in der Kategorie  „Excellence in Business to Consumer Interior & Living“ Für den Sessel CUMUREX 7270[13]
- 2022 German Innovation Award Special 2022 Special Mention in der Kategorie  „Excellence in Business to Consumer Interior & Living“ Für die Polstergarnitur CUMUREX 6270[13]
- 2021: German Design Award 2021 - Special Mention in der Kategorie „Excellent Product Design – Furniture“ für die Polstergarnitur SIGNA 1052[14]
- 2020: German Innovation Award Winner 2020 - Special Mention in der Kategorie „Excellence in Business to Consumer - Interior & Living“ für das himolla-Sofa ULTIMA 1077[15]
- 2020: Das Sofa LOUNGER 4905 wird mit dem German Design Award Winner 2020 in der Kategorie „Excellent Product Design Furniture“ ausgezeichnet[16]
- 2019: German Innovation Award 2019 und Iconic Award 2019 für den Sessel S-Lounger 7911[17][18]
- 2014: Erneuter nationaler Gewinner des Emas Awards
- 2011: Verleihung des „Blauen Engels“ für die gesamte Kollektion[19]
- 2009: Nationaler Gewinner des Emas Awards 2009 zum Thema „Umweltschutz in der Lieferkette und umweltorientierte Beschaffung“
- 2005: Fassadenpreis in der Kategorie Gewerbebau des Landkreises Erding
- 2002: Bayerischer Qualitätspreis[1]